# سيمون بلوف
سيمون بلوف (بالفرنسية: Simon Plouffe)‏ هو عالم رياضيات كندي ولد في الحادي عشر من يونيو عام 1956, اشتغل في حساب العدد ط.